# Airaud Gassedenier
Airaud, surnommé Gassedenier, est un chevalier du Poitou qui a vécu au XIe siècle. Il compte parmi les fidèles du comte-duc Guillaume VIII d'Aquitaine,.
Airaud Gassedenier est surtout connu pour avoir fondé l'abbaye de Nieul-sur-l'Autise,,,,,.

## Statut d'Airaud Gassedenier
En 1492, Pierre Guillon, abbé de Nieul-sur-l'Autise, introduit pour la première fois Airaud Gassedenier en tant que seigneur de Vouvant,. Beaucoup d'ouvrages ont, par la suite, fait référence à ce titre de seigneur de Vouvant,,.
Cependant, Airaud Gassedenier n'est jamais cité comme un seigneur dans les actes dans lesquels il est mentionné,.

## Biographie
En 1069 au plus tard, Airaud Gassedenier fonde l'abbaye Saint-Vincent de Nieul-sur-l'Autise pour le salut de son âme,,. Il donne toutes ses terres de Nieul ainsi que tous ses biens situés à Benet aux chanoines de l'abbaye,,,.
La fondation de l'abbaye de Nieul-sur-l'Autise est confirmée en 1076 par Guillaume VIII d'Aquitaine dans la résidence d'Airaud Gassedenier, à Vouvant,,,.
Vers 1078, Airaud Gassedenier est cité lorsque le comte de Poitou confirme la possession de la moitié des églises d'Olonnes par l'abbaye de la Trinité de Vendôme,,.